# Monroe (Wisconsin)
Monroe – miasto w Stanach Zjednoczonych, w stanie Wisconsin, w hrabstwie Green.